# Milton Valverde
Milton Valverde Orozco (Carrillos, Poás, 26 de julio de 1907-San Joaquín, Flores; 14 de julio de 1996) fue un futbolista profesional y entrenador costarricense.

## Trayectoria
Desarrolló toda su carrera deportiva con en el Club Sport Herediano, club con el que militó durante 18 temporadas en Primera División de Costa Rica entre 1928 y 1946. Con los florenses se proclamaría campeón en seis ocasiones en los torneos de 1930, 1931, 1932, 1933, 1935 y 1937. 
A nivel de selecciones nacionales disputó los II Juegos Centroamericanos y del Caribe de 1930 y los IV Juegos Centroamericanos y del Caribe de 1938.
Como entrenador, dirigió al Club Sport Herediano en condición de capitán general, club con el que se adjudicó el título de campeón en la temporada de  1937. 
Su máxima distinción individual ha sido la incorporación a la Galería Costarricense del Deporte en 1990.

## Clubes

### Como jugador
| Club                 | País       | Año         |
| -------------------- | ---------- | ----------- |
| Club Sport Herediano | Costa Rica | 1928 - 1946 |

### Como técnico
| Club                 | País       | Año  |
| -------------------- | ---------- | ---- |
| Club Sport Herediano | Costa Rica | 1937 |

## Palmarés

### Como jugador
| Título                                                | Club                              | Año  |
| ----------------------------------------------------- | --------------------------------- | ---- |
| Primera División                                      | Club Sport Herediano              | 1930 |
| Primera División                                      | Club Sport Herediano              | 1931 |
| Primera División                                      | Club Sport Herediano              | 1932 |
| Primera División                                      | Club Sport Herediano              | 1933 |
| Primera División                                      | Club Sport Herediano              | 1935 |
| Primera División                                      | Club Sport Herediano              | 1937 |
| Medalla de plata Juegos Centroamericanos y del Caribe | Selección de fútbol de Costa Rica | 1938 |

### Como técnico
| Título           | Club                 | Año  |
| ---------------- | -------------------- | ---- |
| Primera División | Club Sport Herediano | 1937 |